# Hébertismo
L'hébertismo (in francese hébertisme) è una filosofia di vita sviluppata da Georges Hébert all'inizio del Novecento basata sul Metodo Naturale di Educazione Fisica, Virile e Morale (in francese Méthode Naturelle o MN) e focalizzata sull'ottenimento di uno «sviluppo fisico completo attraverso un ritorno ragionato alle condizioni naturali di vita».
Per tale sviluppo fisico, ma nello stesso tempo mentale e spirituale, (il cui motto è «Essere forti per essere utili») Hébert individuò le dieci famiglie di esercizi naturali che l'essere umano dovrebbe padroneggiare:
1. Arrampicata
2. Corsa
3. Equilibrio
4. Lancio
5. Lotta e Difesa
6. Marcia
7. Quadrupedia
8. Salto
9. Sollevamento e Trasporto
10. Nuoto

L'hébertismo è stato adottato dallo scautismo (che ha nella cura della salute e della forza fisica uno dei quattro punti fondamentali di educazione dei ragazzi), prima in Francia e in Belgio, e successivamente anche in Italia nel 1949 grazie al belga Jean Hendrickx.
Attualmente l'hébertismo è ancora praticato in alcuni paesi europei quali Germania, Belgio, Spagna e Italia (dove nel 2016 è nata un'associazione sportiva dedicata), sia all'interno del movimento scout che come attività sportiva.